# Nemečky
Nemečky jsou obec na Slovensku v okrese Topoľčany v Nitranském kraji. Leží na úpatí Považského Inovce. Žije zde 316 obyvatel.

## Historie
Území obce bylo podle archeologických nálezů osídleno už v neolitu. Nálezy dokládají sídliště lengyelské a potiské kultury, ludanické kultury a mohylové hroby ze 7.–8. století. Z období Velkomoravské říše jsou nálezy tavících a kovářských pecí. Nemečky vznikly na území Prašice. První písemná zmínka je z roku 1359 a vesnice je v ní uvedena jako Nemechke. Obec byla královským majetkem, od 16. století náležela rodu Újfalussyů, od roku 1641 rodu Berényiů. V roce 1715 měla obec vinice a patnáct domácností. V roce 1787 žilo v 44 domech 299 obyvatel a v roce 1828 žilo 281 obyvatel ve čtyřiceti domech. Hlavní obživou bylo zemědělství, v meziválečném období také práce v lesích a sezonní práce mimo obec.

## Přírodní poměry
Obec leží v severní části Nitranské pahorkatiny pod východním úpatí Považského Inovce, v údolí horního toku potoka Chotiny, pravostranného přítoku řeky Nitry. Území je čtyři kilometry dlouhé ve směru severozápad–jihovýchod a jeho průměrná šířka je jeden a půl kilometru. Částečně odlesněný povrch území členěný úvaly je tvořen neogenními usazeninami, které jsou pokryté spraší. Nad obcí je víceúčelová vodní nádrž o rozloze čtrnáct hektarů.
Celková rozloha území obce je 6,27089 km², z toho v roce 2020 tvořila 34 % zemědělská půda. Celkové využití půdy (2020): 23 % orná půda, 3 % zahrady. V roce 2023 tvořila 212,69 ha zemědělská půda, z toho 143,03 ha byla orná půda, 17,38 ha zahrady a 51,59 ha travnaté plochy. Lesy zaujímaly 360,79 ha, vodní plocha 24,48 ha a 22,58 zastavěné plochy a nádvoří.
Sousední obce:
|         | Zlatníky     | Malé Hoste, Pochabany |
| Prašice |              | Veľké Hoste           |
| Prašice | Tvrdomestice |                       |